# گرمسار
گَرمسار یکی از شهرهای استان سمنان و مرکز شهرستان گرمسار است و یکی از قطب ها و مراکز جدید صنعت ایران میباشد.  در قدیم به آن خوار می‌گفتند که قسمتی از ایالت  ملک ری بوده است. جمعیت این شهر در سال ۱۳۹۵ برابر با ۴۸٬۶۷۲ نفر بوده است.
معادن بزرگ نمک در شهرستان گرمسار استان سمنان یکی از با اهمیت‌ترین جاذبه‌های گردشگریِ کشور محسوب می‌شود. وجود آبگیرها و دریاچه‌های نمکی، در فصل تابستان و خواص درمانی این دریاچه‌های نمک، پای گردشگران زیادی را به این منطقه باز می‌کند. 
دریاچه‌های نمک گرمسار در فاصله ۱۵ تا ۲۵ کیلومتری غرب شهرستان گرمسار و ۹۰ کیلومتری تهران در جاده‌های گرمسار قرار دارند. بیش از ۲۴ معدن نمک در استان سمنان فعالیت می‌کنند که در نوع خود بکر و منحصر به فردند.

## زبان

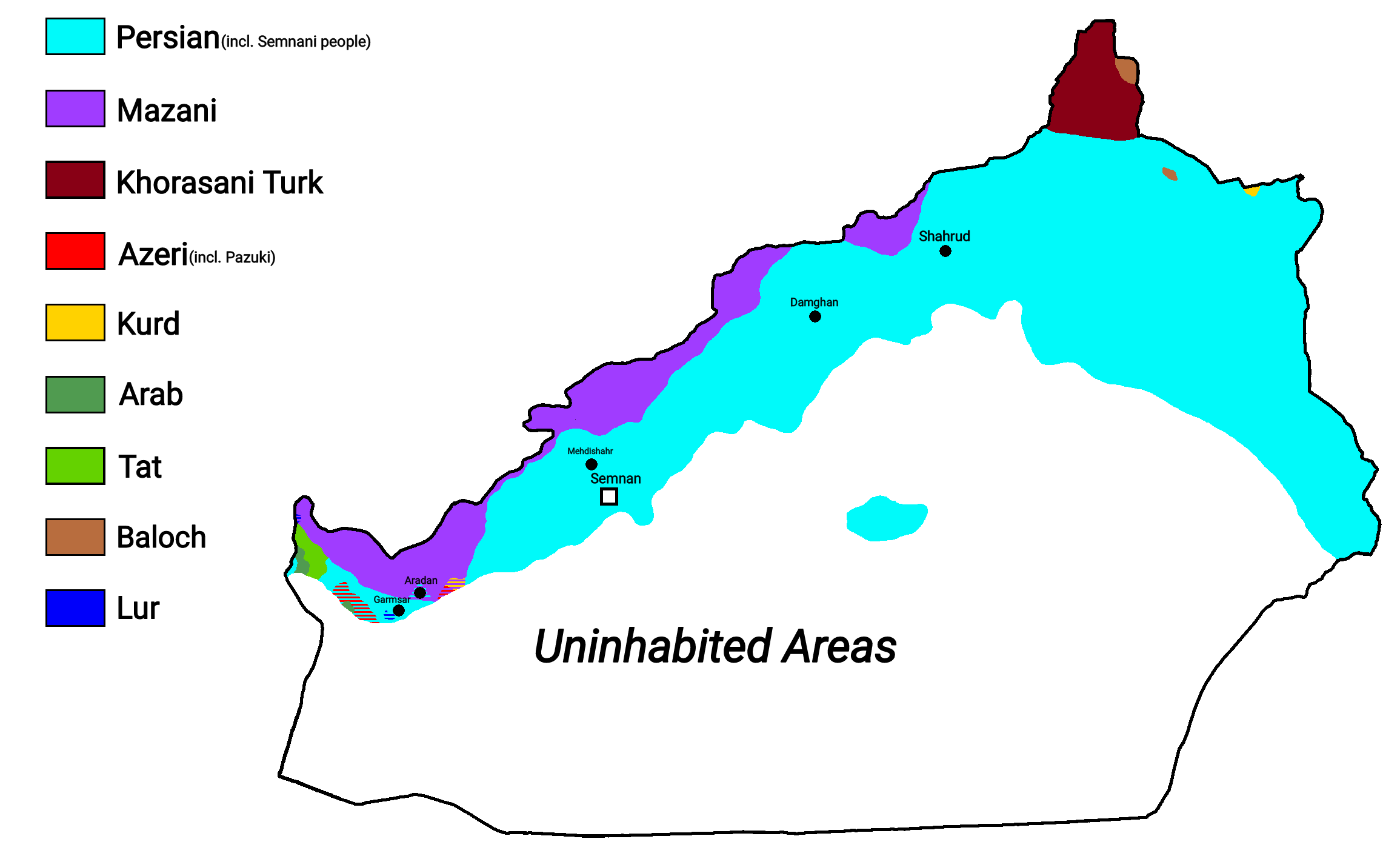
پراکنش اقوام در سمنان

مردم شهر گرمسار فارسی‌زبان هستند. اما در نقاط دیگر شهرستان گرمسار مانند مرکز و روستاهای بخش ایوانکی، تات‌ها ساکنند و به زبان تاتی صحبت می‌کنند. شهر ایوانکی مرکز تات‌زبانان استان سمنان است. اقوام طبری (مازندرانی‌ها)، الیکایی‌ها و شهمیرزادی‌ها) نیز به گویش الیکایی از زبان طبری (مازندرانی) گویش می‌کنند. از دیگر اقوام شهرستان گرمسار می‌توان به مردمان آذری (اصانلو، و نفر)، کرد پازوکی عرب زبانان، مازندرانی‌های منطقه قالیباف و رامه و چهارطاق، لرهای شادوند و وکیل‌وند و ارجنه را نام برد.

## وجه تسمیه و پیشینه تاریخی

### پیش از اسلام
نام گرمسار در زمان اشکانیان، «خواران» بوده است. چنان‌که سلوکی‌ها شهری به اسم «خاراکس» در این ناحیه بنا نهادند و سمنانی‌ها نیز امروزه آن را «خواره» می‌گویند. از این منطقه به نام «خاریس» نیز یاد کرده‌اند. در خصوص ریشه اصلی نام «خوار» دو روایت نقل شده است:
- به علت آنکه گرمسار در کنار کویر قرار گرفته و نسبت به نقاط همجوار خود پست‌تر است، بدین مناسبت نام «خوار» را بدان نهادند.
- مفهوم این نام از خورشید و ماه اقتباس شده است و با توجه به اینکه در اوستا، خوار به معنی درخشیدن آمده و از نام‌های خورشید یا ماه، کلمه خوار یا خواره می‌باشد، چنین نتیجه می‌شود که ناحیه «خوار» را سرزمین خورشید درخشان یا ماه تابان نام نهاده بودند.

### پس از اسلام
پس از اسلام، خوار یکی از بلاد معتبر ری به‌شمار می‌رفت. در سال ۳۲۹ هجری قمری و در زمان سلطنت نصر بن احمد سامانی، ماکان کاکی علیه دولت سامانیان قیام کرد و چند شهر از ایالت قومس و نیز خوار، سمنان و سمنک و ری را تصرف کرد.
در زمان حکومت غزنویان و به ویژه سلطنت سلطان مسعود، خراسان و قومس و ری مورد تاخت و تاز طغرل بیک سلجوقی و ترکان غز قرار گرفت و عده‌ای از اهالی سمنان، دامغان، خوار و برخی ده‌های ری جان خود را از دست دادند. بعد از انقراض سلسله غزنویان، تمامی ولایات باختری ایران به تصرف سلجوقیان درآمد و شماری از قلعه‌های اردهان و گردکوه در قومس و گرمسار تسخیر شد. به این ترتیب ناحیه‌ای که خوار نیز جزو آن بود تا آخر سلطنت سلطان سنجر عملاً جزو متصرفات سلجوقیان محسوب می‌شد.
در زمان حمله مغول به ایران، در سال ۶۱۶ هجری قمری، خوار توسط قشون چنگیز به تصرف مغول‌ها درآمد وهلاکوخان با تخریب و تصرف قلعه‌های فرقه اسماعیلیه، طومار این فرقه را درهم پیچید. ایل‌خانان مدت‌ها بر این نواحی حکومت کردند تا این که سربه‌داران با ظهور در خاور ایران علم مخالفت با مغولان را برافراشتند.
سربه‌داران شهرهای استرآباد، بسطام، شفاسفان، دامغان، سمنان، خوار و طبران را تصرف کردند. مقارن سال ۷۶۶ هجری قمری عده‌ای از صحرانشینان مغول با تصرف کرمان به نواحی بسطام، دامغان، سمنان، فیروزکوه و خوار تاختند و این مناطق را از قلمرو سربه‌داران خارج کردند.
در سال ۹۰۹ هجری قمری حکومت فیروزکوه و خوار با حمله شاه اسماعیل مؤسس سلسله صفوی از بین رفت. پس از انقراض صفویه به دست افغان‌ها و با ظهور نادرشاه، حوادثی تازه در خوار به وقوع پیوست. آغا محمد خان قاجار پس از شکست لطفعلی خان زند و تأسیس دولت قاجاریه، مقر حکومت خود را به تهران منتقل کرد و برای ایجاد امنیت و حفظ پایتخت از تجاوز ترکمانان، عده‌ای از افراد را از محال خمسه زنجان و دیگر نقاط به خوار فرستاد که در آبادیهای این ناحیه مسکن یافتند. به این ترتیب، منطقه خوار در دوره قاجاریه مورد توجه خاص حاکمان این سلسله قرار گرفت.
گرمسار هم‌اکنون یکی از مناطق آباد استان سمنان است که با فاصله بسیار کم نسبت به تهران از پتانسیل بالای پیشرفت برخوردار بوده و آینده‌ای درخشان خواهد داشت که در برگیرنده شهرها و روستاهای آباد بسیاری است که روز به روز در حال پیشرفت و آبادانی بیشتر می‌باشند.
رودخانه حبله‌رود که از رشته کوه‌های البرز مرکزی سرچشمه می‌گیرد و تنها رودخانه دایمی ایران از مرکز ایران تا به شرق می‌باشد مناطق اطراف گرمسار را سیراب می‌کند. از محصولات اصلی کشاورزی این منطقه، گندم، پنبه، خربزه، انار و انجیر را می‌توان نام برد. در سال‌های اخیر گرمسار به علت قرارگیری در شاهراه ریلی شرق به غرب و شمال و نیز جاده اصلی ترانزیتی شرقی غربی کشور و نیز فاصله بسیار اندک خود از پایتخت مورد توجه بسیاری از صنعتگران و سرمایه‌گذاران قرار گرفته که شهرک‌های صنعتی متعدد آن خود گواهی بر این مدعاست.
در گرمسار قلعه‌ای به نام استوناوند وجود دارد که قدمت آن را بیش از ۳۵۰۰ سال تخمین می‌زنند. این قلعه در شمال گرمسار کنونی (بن کوه) قرار دارد و نیز جاده سنگفرش که از گرمسار به دل کویر رفته و به کاروانسرای قصربهرام و … می‌رود و از برجسته‌ترین راه‌های زمان صفویه بوده که امروزه نیز آثار آن باقی است. دشت وسیع و زیبای کویری گرمسار که پیشانی کویر مرکزی ایران است دارای جاذبه‌های فراوان طبیعی می‌باشد که به عنوان اولین زیستگاه یوزپلنگ ایرانی نیز شناخته می‌شود. رودخانه داییمی حبله رود و رشته کوه البرز و باغات بن کوه و قله کهلرز (کهن لرز) در شمال و دشت مسطح زیبای کویر در جنوب موقعیت استثنایی برای گرمسار در نزدیکی ۵۰ دقیقه ایی تهران و طبیعت دوستان و نیز سرمایه‌گذاران فراهم کرده است.

## چهره‌ها
از چهره‌های مهم و مشهور علمی و فرهنگی و سیاسی این شهر می‌توان به پروفسور پرویز کردوانی پدر کویرشناسی ایران، دکتر سید محمود طباطبایی‌فر جراح مغز و اعصاب، مهندس منوچهر پازوکی شاعر و روزنامه‌نگار، دکتر علی رضا قزوه شاعر و نویسنده معاصر اشاره کرد.
امیرارسلان مطهری بازیکن سابق باشگاه فوتبال استقلال ایران و تیم ملی فوتبال ایران و بازیکن کنونی باشگاه  باشگاه فوتبال تراکتور و علی سورنا و فرشاد قنبری خوانندگان رپ نیز از چهره‌های مشهور گرمسار هستند.

## موقعیت جغرافیایی

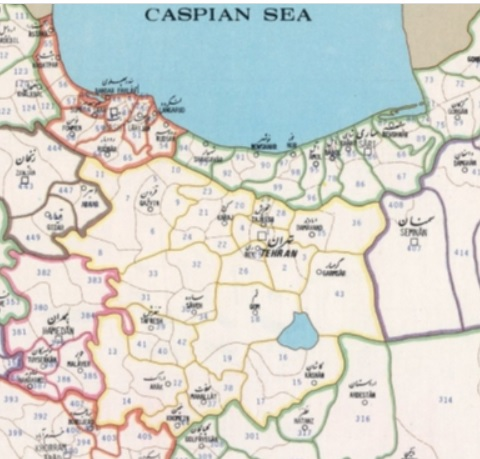
استان مرکزی سابق به مرکزیت تهران که در سال ۱۳۵۶ تجزیه شد. گرمسار بخشی از این استان بود. (با استان مرکزی فعلی اشتباه نشود)

گرمسار غربی‌ترین شهرستان استان و دارای وسعتی حدود ۵۱۸۲ کیلومتر مربع می‌باشد، که از شمال به دماوند، از غرب به ایوانکی، از شرق به آرادان و از جنوب به کویر مرکزی محدود می‌شود.
رودخانه حبله‌رود که از رشته کوه‌های البرز مرکزی سرچشمه می‌گیرد مناطق اطراف گرمسار را سیراب می‌کند. از محصولات اصلی کشاورزی این منطقه، گندم، پنبه، خربزه، انار و انجیر را می‌توان نام برد؛ و مهم‌ترین رشته صنایع دستی این شهرستان انواع گلیم با نقوش و طرح‌های بومی می‌باشد.

## جمعیت
جمعیت شهر گرمسار ، در سرشماری سال ۱۳۹۵ ، برابر با ۴۸،۶۷۲ نفر بوده است.

## اقوام
شهرستان گرمسار به دلیل حضور اقوام مختلف به جزیره اقوام شهرت دارد. اکثر اقوام ساکن گرمسار از منطقه ورامین به منطقه گرمسار (خوار) کوچ نمودند و بخش دیگر نیز از مازندران و ده نمک در این منطقه ساکن شدند. طوایف ایوانکی همچون خانی و طوایف رامه ای قالیباف چهارطاق از بومیان گرمسار (خوار) محسوب می‌شوند.
گروه قومی ساکن در گرمسار به شرح زیر می‌باشد:
1. اقوام الیکایی: الیکایی‌ها به چند طایفه بزرگ و کوچک شامل گیلوری، قندالی، قاسم پی، قاسمی، عاشوری، ابوالی (ابولی)، شاه حسینی، قنبری، گلینی و کاشانی تقسیم می‌شوند عده ای از این اقوام از روستای الیکا واقع در منطقه چالوس به منطقه گرمسار و آرادان کوچ نمودند و اما عمده طوایف بر اساس نام و چهره و شکل و ظاهر و‌بر اساس صحبت افراد کهنسال به عنوان مثال ابولی ها یا ابوالی ها از فارس ، بلوچی و قاسمی از سیستان‌ و بلوچستان ،قندالی ها با منشا لرستان‌ و فارس و.....  بخش عمده جمعیت روستاهای آرادان و گرمسار را طوایف مختلف ایل عشایری الیکایی تشکیل می‌دهند.
2. اقوام رامه ای-قالیبافی-چهارطاقی-ارجنه ای: رامه‌ای، قالیباف، چهارطاقی و ماهایی و ارجنه ای ها؛ این اقوام بومیان شمالی گرمسار می‌باشند و گویش بسیار نزدیک به شهمیرزادی و مازندرانی دارند.
3. اقوام فارس: سادات طباطبایی و بقایی و کاشانی و ایل نفر؛ سادات طباطبایی از اردستان و کاشانی‌ها از کاشان و و ایل نفر از شیراز به ورامین کوچ نمودند و سپس ساکن گرمسار شدند.
4. اقوام ترک، آذری و کرد :یوردخانی، میرآخورلی، اصانلو، پازوکی (کرد) و فراوان و قشقایی؛ طایفه اوصانلو از زنجان و ایل پازوکی از ارومیه و قشقایی‌ها از فارس به ورامین کوچ نمودند و سپس ساکن گرمسار شدند.
5. اقوام لر: هداوند، زندی ،خسروی ،لر ،بختیاری؛ طایفه بختیاری اصالتاً از چهار محال بختیاری هستند و طایفه هداوند اصالتاً از خرم‌آباد هستند و طایفه زند اصالتاً از ملایر هستند. طایفه بختیاری از چهار محال بختیاری و طایفه هداوند و طایفه زند از شیراز به ورامین و پاکدشت کوچ نمودند و سپس ساکن گرمسار شدند.
6. اقوام عرب: عرب میش‌مست، عرب کتی، عرب معصومی، عرب عامری، عرب سرهنگی و عرب درازی؛ عرب کتی،عرب.آشوری،عرب سلمانی
7. اقوام کومشی: ده نمکی؛ ده نمکی‌ها از روستای ده نمک ساکن گرمسار شدند.

## زبان

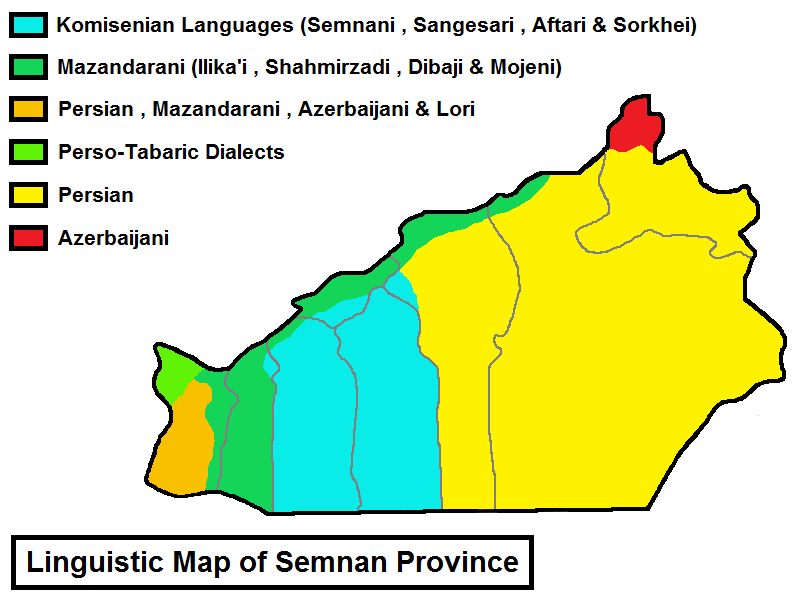
نقشهٔ زبانی استان سمنان: رنگ آبی زبان‌های کومشی (سمنانی، سنگسری، افتری و سرخه‌ای) - رنگ سبز تیره زبان مازندرانی (الیکایی، شهمیرزادی، دیباجی و مجنی) - رنگ نارنجی (زبان‌های فارسی، مازندرانی، آذربایجانی و لری) - رنگ سبز روشن گویش‌های فارسی-مازندرانی (ایوانکی) - رنگ زرد زبان فارسی - رنگ قرمز آذربایجانی

منطقه خوار در گذشته حد فاصل سه ایالت کومش و طبرستان و دماوند بوده است و به همین دلیل بومیان این منطقه در نواحی شرقی زبان کومشی و در نواحی شمالی زبان طبری و در نواحی غربی گویش دماوندی داشتند که هر سه گویش با گویش پهلوی اشکانی مرتبط می‌باشند امروزه نیز منطقه ده نمک که شرقی‌ترین ناحیه خوار می‌باشد به زبان کومشی صحبت می‌کنند و در نواحی شمالی همچون رامه قالیباف که شمالی‌ترین ناحیه خوار محسوب می‌شود به زبان طبری صحبت می‌کنند و در ناحیه ایوانکی که غربی‌ترین ناحیه خوار می‌باشد به گویش دماوندی صحبت می‌کنند. گویش‌های رایج در گرمسار به شرح زیرند:
1. گویش فارسی ورامینی: تمامی اقوام مختلف ساکن در گرمسار به گویش فارسی بسیار نزدیک به ورامینی صحبت می‌کنند از آنجا که اکثر گروه‌های قومی از ورامین به گرمسار کوچ نمودند گویش فارسی ورامینی را با خود به این منطقه آورده‌اند که شامل اشعار و ضرب‌المثل‌های ورامینی نیز می‌شود.[۱۹] این گویش توسط اقوام ترک اوصانلو و پازوکی؛ اقوام مردم لر هداوند و زند شادلو، شادوند؛ اقوام عرب کتی، عرب معصومی، عرب عامری، عرب سرهنگی و عرب درازی؛ سادات طباطبایی و فارس کاشانی و ایل نفر که قبل از مهاجرت به گرمسار در ورامین ساکن بودند گویش می‌شود. بسیاری از این اقوام علاوه بر گویش ورامینی به گویش قوم خود نیز صحبت می‌کنند.
2. گویش الیکایی: گویش الیکایی گونه‌ای از زبان مازندرانی است که توسط اقوام الیکایی در گرمسار صحبت می‌شود الیکایی‌ها به ده طایفه بزرگ گیلوری، قندالی، قاسم پی، قاسمی، عاشوری، ابوالی (ابولی)، شاه حسینی، قنبری، گلینی و کاشانی می‌شوند علاوه بر الیکایی‌ها طوایف قشقایی، بختیاری و عرب میش مست نیز به گویش الیکایی صحبت می‌کنند. این گویش دومین گویش پرکابرد در گرمسار می‌باشد.
3. گویش رامه‌ای-قالیبافی-چهارطاقی: گویش رامه‌ای-قالیبافی-چهارطاقی گویش بومی روستاهای شمالی و کوهستانی گرمسار و آرادان می‌باشد که در گرمسار نیز صحبت می‌شود این گویش گونه ای از زبان مازندرانی می‌باشد که تلفیقی از دو گویش شهمیرزادی و فیروزکوهی می‌باشد که توسط طایفه رامه، قالیباف، چهار طاق و ماها در گرمسار گویش می‌شود.
4. گویش ایوانکی: گویش ایوانکی گویش بسیار نزدیک به گویش دماوندی می‌باشد این گویش گویش بومی ایوانکی و روستاهای غربی گرمسار می‌باشد طایفه خانی بزرگ‌ترین تیره از طوایف ایوانکی ساکن در گرمسار هستند که به گویش ایوانکی صحبت می‌کنند.
5. ترکی زنجانی: ترکی زنجانی گویش ایل اوصانلو می‌باشد که از خمسه زنجان به ورامین و سپس به گرمسار و سوداغلان کوچ نمودند.
6. ترکی آذربایجانی: زبان ترکی آذربایجانی گویش ایل پازوکی می‌باشد که از ارومیه به ورامین و سپس به گرمسار و شاهبداغ کوچ نمودند.
7. لری: زبان لری گویش ایل هداوند و ایل زند و طوایف شادلو، شادوند، وکیل‌وند می‌باشد که از شیراز به محدوده ورامین و پاکدشت و سپس به گرمسار، لجران و خالصه خوار کوچ نمودند.

## صنایع دستی و سوغات
صنایع دستی و سوغات این شهرستان همچون دیگر شهرستان‌های استان از رونق و تنوع بسیار زیادی برخوردار است؛ از جمله این صنایع می‌توان از قالی بافی، گلیم بافی، جاجیم بافی، پارچه بافی، خرجین بافی و سفال‌گری، منبت کاری، معرق کاری نام برد، گلیم بافی گرمسار توانسته در بازارهای جهانی طرفداران زیادی را به خود اختصاص دهد.
از سوغات این شهرستان می‌توان از خربزه‌های شیرین و صاداراتی آن نام برد که در ایوانکی کشت می‌شود و همچنین در بخش ایوانکی که نوع خاصی به نام سوسکی وجود دارد همچنین محصولات لبنی خالص و انار و رب انار که بسیار مورد توجه می‌باشد.
ته چین مخصوص گرمسار (ته چین گرمساری) هم طرفداران خودش را دارد.

## جاذبه‌های گردشگری
- جاذبه‌های تاریخی:

کاروانسرای قصر بهرام:

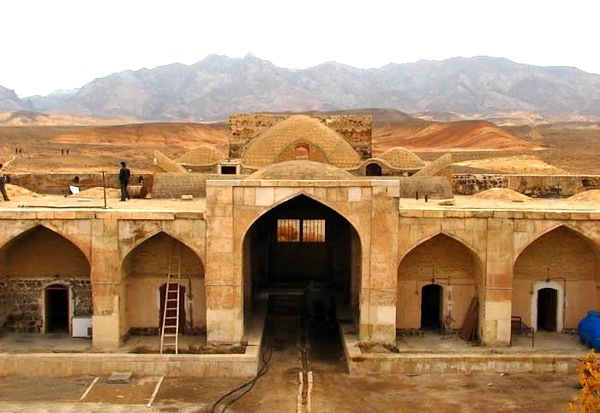
قصر بهرام گور

در جنوب گرمسار و در دامنهای شمالی سیاه کوه خرابه‌هایی قرار گرفته‌اند که افراد محلی به آن قصر می‌گویند. این کاروانسرا از مهم‌ترین بناهای سیاهکوه می‌باشد که با پلان مستطیل شکل ساخته شده است که مصالح عمده جهت ساخت این کاروانسرا سنگ می‌باشد و در بخش‌هایی نیز از آجر استفاده شده است، بنای بیرونی این قصر چهار گوش و دارای چند برج با دو دروازه شمالی و جنوبی است و روکار آن از سنگ‌های بزرگ آهکی صیقل شده سفید رنگ است که از کوه‌های مجاور آورده شده‌اند. اطراف این قصر شش برج بنا شده و سر در آن سنگ بزرگ یکپارچه است. در دو طرف سردر ساختمان دو اتاق کوچک وجود دارد که گویا قراولخانه محسوب می‌شده است. در کنار مدخل قصر سنگ‌هایی قرار داده بودند که پاشنه درِ ورودی در سوراخ آن‌ها می‌چرخید. درون بنا محوطه بزرگی است که گرداگرد آن بیست اتاق کوچک و یک در بدون روزن با پوشش گچی قرار گرفته است. نکته مهم و قابل توجه در این بنا، نحوه تهیه آب موردنیاز ساکنان آن بوده است: آب به وسیله دو مجرای روی هم، که مجرای زیرین از لوله‌های سفالین و دیگری مانند نهری سنگی از تخته سنگ‌های سفید یکپارچه ساخته شده بود، به بنا منتقل می‌شد. این آب مصرفی از چشمه شاه دامنه سیاه کوه به استخرهای بزرگ مقابل بنا منتقل می‌شد. ساختمان این نهر آب، برای بینندگان بسیار جالب و شگفت‌انگیز است و بنای آن یکی از شاهکارهای عصر خود به‌شمار می‌رود. این بنا که در دوره صفویه تعمیر اساسی شد، به بنای شاه عباسی معروف شده است؛ در پشت ساختمان‌های درون حیاط، به صورت غلام گردشی و مکانی برای خواب و پخت و پز و طویله‌های بزرگی برای چار پایان دیده می‌شود. زمان ساخت این قصر به‌درستی مشخص نمی‌باشد و در بدنه کنار دروازه شمای جای خالی یک کتیبه به چشم می‌خورد. از قرائن چنین به نظر می‌آید که بنای کنونی بر شالوده یک بنای ویرانه باستانی گذاشته شده است. سفال‌هایی که از اطراف این بنا به دست آمده به احتمال قوی از دورة تیموری و نشانه آن است که این بنا پیش از صفویه برپا بود.
کاروانسرای عین‌الرشید:
این قصر در دو کیلومتری شمال قصر شاه عباسی قصر بهرام و در قسمت میانی فاصله دریاچه نمک و کویر بزرگ قرار گرفته است. یک چشمه بزرگ که پراز آب شیرین است بین کاروانسرا و پست نگهبانی شکارگاه واقع شده که آب آن از طریق جوبی که هنوز هم آثار آن باقی است به باغ درون حصار کاخ می‌رفته تا درختان و گل‌ها را سیراب کند. خرابه‌های قصر و باغ امروز پوشیده از خارهای بیابانی است که به جای درختان و گیاهان زیبای گذشته روییده‌اند.
بنای عین الرشید از خارج ۸۶ متر طول و حداکثر ۴۷ متر عرض دارد و مشتمل بر دو حیاط بزرگ است که حیاط اصلی ۵۱٫۵ متر طول و ۴۷ متر عرض دارد. معبر ورودی به حیاط اصلی به شکل ایوانی به طول ۹٫۷ و عرض ۵٫۴ متر در جبهه جنوبی حیاط اصلی بنا شده است.
در دو طرف ایوان ورودی دو تالار وجود دارد که هریک پنج در به حیاط قصر دارند. ارتفاع هر دو تالار ۵٫۲۰ متر است. در باریکه کناری هر دو تالار دو اتاق مستطیل شکل قرار دارد که این اتاق به تالارها راه ندارند و مخصوص خدمه بوده‌اند. نظیر این اتاقها در جبهه جنوبی حیاط نیز وجود دارد که به تالارهای جنوبی راه دارند.
قصر حرم سرا:
در یک کیلومتری جنوب شرقی قصر شاه عباسی یا قصر بهرام، یک بنای دیگر صفوی به چشم می‌خورد که حرمسرا نامیده می‌شود و ظاهراً در هنگام مسافرت خاندان سلطنتی، حرمسرا و در سایر مواقع محل سکونت شکارچیان سلطنتی بوده است.
آب آشامیدنی این بنا از چشمه‌های واقع در دامنه سیاه کوه، توسط یک کانال و پس از عبور از یک دره به استخری در بیرون جبهه جنوبی حرمسرا می‌رسید و پس از پر کردن آن از طریق کانالی دیگر به حوضی درداخل حرمسرا منتقل می‌شد.

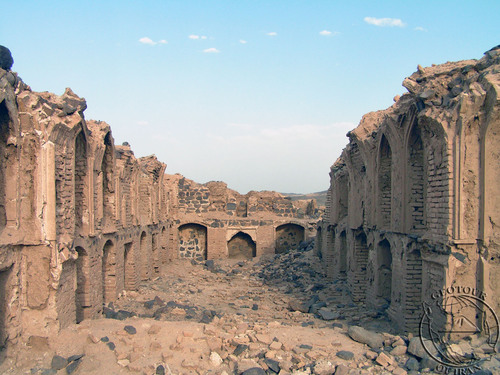
قصر حرم سرا

در نیمه جنوب غربی حرمسرا، یک تالار بزرگ و در شمال آن تالار دو ایوان وجود دارد. در شمال ایوانها دو اتاق بنا شده است، که ابتدا وجود نداشته ولی بعدها به بنا افزوده شده است. تالارهای موجود در ضلع شمال کاملاً منهدم شده‌اند و چنین به نظر می‌رسد که زلزله‌ای شدید باعث انهدام آها شده است.
قلعه استاناوند ناروهه:

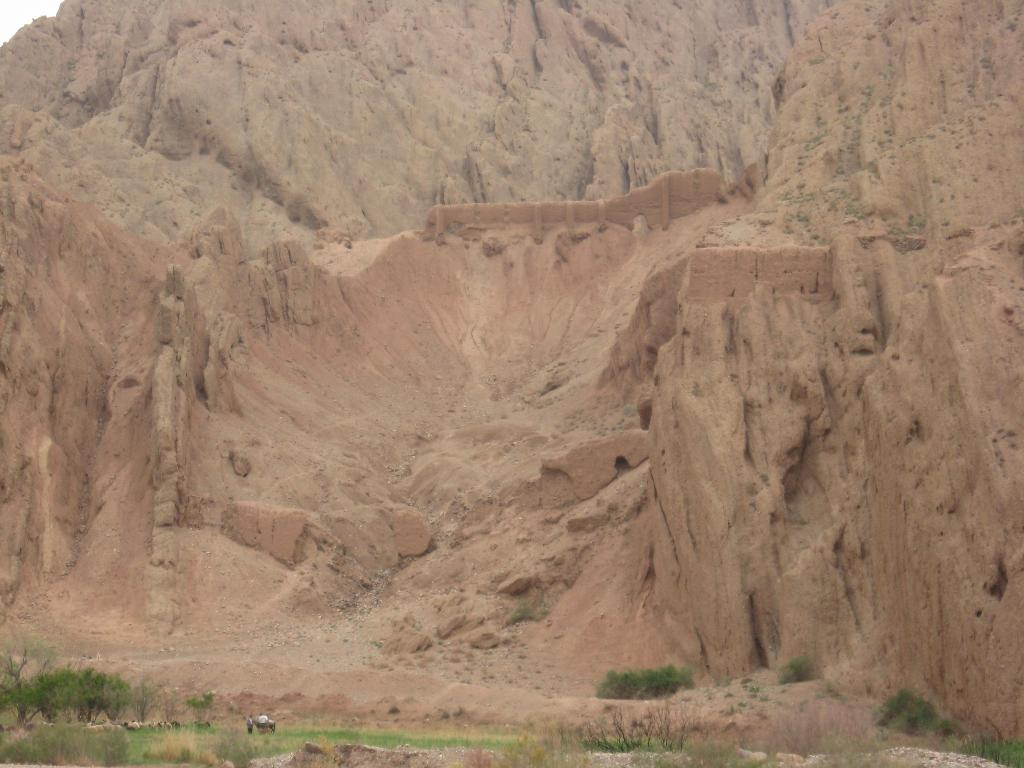
قلعه استوانوند

یاقوت حموی در سال ۶۱۳ ه‍.ق این قلعه را دیده و عمر آن را تقریباً سه هزار سال می‌داند، در دوران شاهان قبل از اسلام این قلعه در دست مغان بوده است، قلعه استوناوند بر فراز تیغه‌های بلند دامنه جنوبی کوهستان البرز استوار شده و بقایای برج و باروی پیرامون آن پهنای دره حبله رود و راه قدیمی کناره رود را در میان گرفته است، برج‌های دیده‌بانی این دژ بر تمامی طول دره و کناره‌های جنوبی رودخانه تا اراضی هموار حاشیه شمالی کویر ناظر است؛ ذکاوت و توانایی سازندگان در ساخت این دژ چنان بوده است که مسیر صعب العبور آن را با طراحی و معماری و کاستن و افزودن بر جسم کوه صد چندان کرده است.
جاده سنگ‌فرش سیاه‌کوه:

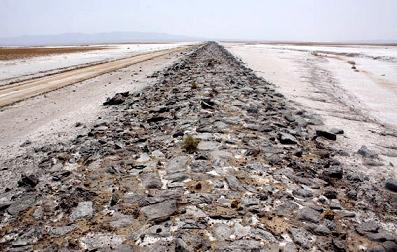
جاده سنگ‌فرش

جادهٔ دست‌ساز سنگ‌فرش که با سنگ‌های تراش‌خورده روی بستر کویر گرمسار ساخته شده، بطول ۳۵ کیلومتر و عرض ۵ متر در مسیر شاهراه تاریخی اصفهان – ساری در دوره صفوی برای سهولت رفت وآمد کاروانیان که در این مسیر به باتلاقها و نمک زارهای جنوب گرمسار برخورد می‌نمودند احداث شده است تا کاروانها را از گزند سیلاب‌ها و زمین‌های گل‌آلود و چسبناک در فصول بارش حفظ کرده، روی این جاده بقایای دو پل سنگی هنوز مشاهده می‌شود که از تعداد دهنه‌های پل می‌توان حدس زد که هنگام بارندگی‌به ویژه در فصول بهار و پاییز چه سیلابی در این دشت وسیع به راه می‌افتد، این جاده به صورت گرده ماهی و در دوطرف آن کانال‌های کوچکی ساخته شده که آبریز جاده می‌باشد البته لازم به توضیح است که کانال‌های مجاور جاده از بین رفته است، شالوده جاده از آک و ماسه و بعضاً از خاکستر می‌باشد، بنا بر شواهد موجود و مطالعات انجام شده عموماً این سنگ‌ها به وسیله شتر از کوه‌های سیاه کوه به محل آورده شده است.
آب‌انبار بزرگ گرمسار
- جاذبه‌های طبیعی:

بنه کوه:
منطقه نمونه گردشگری 'بنه کوه' در شمال شهر گرمسار واقع شده است. این منطقه به دلیل قرار داشتن بر سر راه باستانی گرمسار (خوار) به مازندران، از نظر تاریخی و نظامی دارای اهمیت ویژه‌ای بوده است. وجود قلعه باستانی' استوناوند'، 'ریگ تپه' و 'قلعه گبری' از جاذبه‌های این منطقه است. به دلیل قرار داشتن بنه کوه در بخش انتهایی رودخانه 'حبله رود'، در این منطقه انواع پرندگان و ماهی‌ها زیست می‌کند و آن را به منطقه‌ای برای جذب گردشگر تبدیل کرده است.

## مراکز علمی
- دانشگاه دولتی گرمسار
- دانشگاه صنعتی امیرکبیر - پردیس گرمسار
- دانشگاه آزاد اسلامی واحد گرمسار
- دانشگاه غیرانتفاعی علاءالدوله سمنانی گرمسار
- دانشگاه پیام نور گرمسار
- دانشگاه غیرانتفاعی ادیبان گرمسار
- دانشگاه غیرانتفاعی علوم و توسعه آریا گرمسار
- حوزه علمیه گرمسار